# La Prairie, Illinois
La Prairie är en ort i Adams County, Illinois, USA. Vid folkräkningen år 2000 uppgick ortens invånarantal till 60. Den har enligt United States Census Bureau en area på 0,6 km², allt är land.

## Väder och vind
I La Prairie-området är tornadoaktiviteten mindre än genomsnittet i Illinois, men 45 procent större än genomsnittet i USA. Den 30 september 1973 svepte en tornado i kategorin 3 förbi, cirka 7,5 miles från centrum. Den 21 juni 1981 svepte en kategori-3-tornado förbi 26,2 miles från centrum, och dödade en person, skadade 12 och orsakades skador för 500 000 – 5 000 000 dollar.